# Milesia sinensis
Milesia sinensis är en tvåvingeart som beskrevs av Charles Howard Curran 1925. Milesia sinensis ingår i släktet Milesia och familjen blomflugor. Inga underarter finns listade i Catalogue of Life.